# Trifon av Petsamo

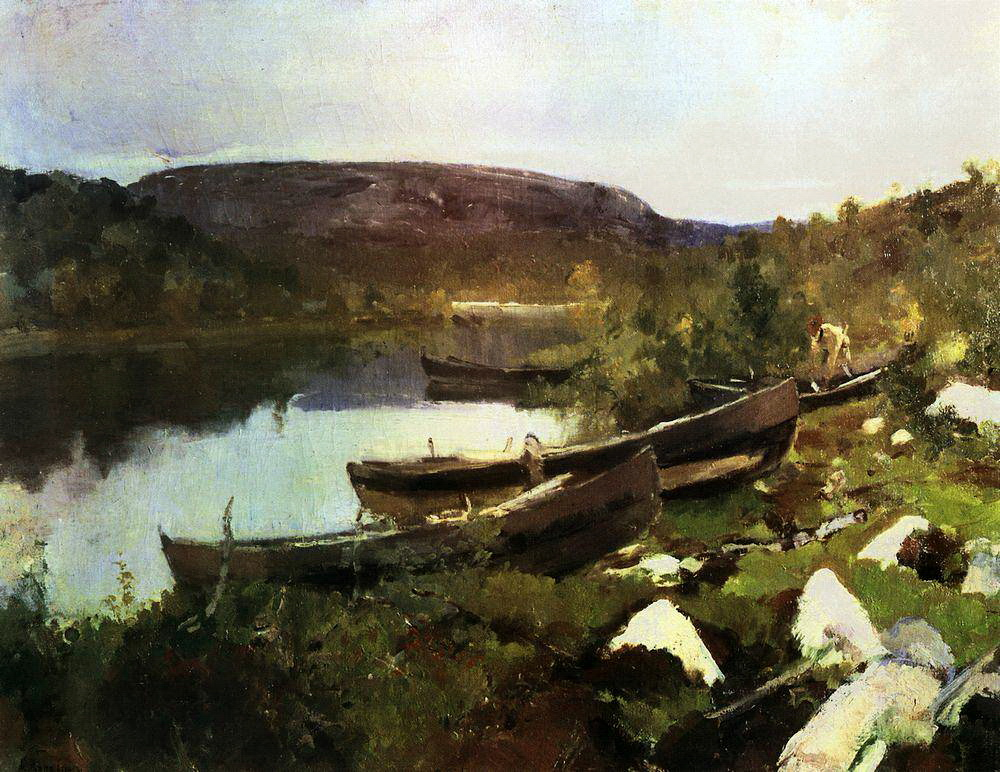
Trifon den heliges å i Petsamo har sitt namn efter Trifon den helige. (Målning från 1894 av Konstantin Korovin)

Trifon av Petsamo eller Trifon den helige (ryska: Преподобный Трифон Печенгский, finska: Pyhittäjä Trifon Petsamolainen, skoltsamiska: Pââʹss Treeffan) var en rysk munk och asket i den rysk-ortodoxa kyrkan på Kolahalvön och det norsk-ryska gränsområdet vid Barents hav under 1500-talet. Han anses vara den som grundade Petsamo kloster vid det som är den nutida orten Luostari ("Kloster"), strax söder om orten Petsamo, och var den första missionären bland skoltsamerna. 
Trifons dopnamn var Mitrofan. Han var son till en präst från Novgorod-trakten. Han ansågs vid unga år kallad att sprida evangeliet hos de hedniska samiska stammarna. Trots att han möttes av motstånd av hedningarna, var han lyckosam i att omvända många till kristendomen. Orsaken till hans framgång anses ha varit att han i grunden lärde sig deras språk och religiösa trosföreställningar.
Med tillåtelse av ärkebiskopen Macarius av Novgorod att grunda en bebådelsekyrka i norr, blev Mitrofan vigd till munkpräst under det kyrkliga namnet Trifon. Han blev därefter ledare för Heliga treenighetsklostret i Petsamo vid stranden av Petsamoälven och fortsatte missionera till bebyggare i klostrets närhet. Han har också grundat Borisoglebsk kyrka vid den nuvarande rysknorska gränsen och Sankt Georgs kapell i Neiden i Norge.
Trifon den helige dog 1583 vid 88 års ålder och åminns i den rysk-ortodoxa kyrkan den 15 december. Han tillbeds av tradition vid fara av ryska sjömän.